# Muhammad El-Amin
Muhammad Abdul El-Amin (Lansing, 25 luglio 1987) è un ex cestista statunitense.